# Джерман-Флеттс (Нью-Йорк)
Джерман-Флеттс (англ. German Flatts) — місто (англ. town) в США, в окрузі Геркаймер штату Нью-Йорк. Населення — 12 263 особи (2020).

## Демографія
Згідно з переписом 2010 року, у місті мешкало 13 258 осіб у 5534 домогосподарствах у складі 3471 родини. Було 5915 помешкань
Расовий склад населення:
| - 96,2 % — білих - 1,2 % — чорних або афроамериканців - 0,5 % — азіатів - 0,3 % — корінних американців |

До двох чи більше рас належало 1,4 %. Частка іспаномовних становила 2,0 % від усіх жителів.
За віковим діапазоном населення розподілялося таким чином: 23,3 % — особи молодші 18 років, 60,6 % — особи у віці 18—64 років, 16,1 % — особи у віці 65 років та старші. Медіана віку мешканця становила 39,8 року. На 100 осіб жіночої статі у місті припадало 93,2 чоловіків;  на 100 жінок у віці від 18 років та старших — 90,1 чоловіків також старших 18 років.
Середній дохід на одне домашнє господарство  становив 57 728 доларів США (медіана — 45 726), а середній дохід на одну сім'ю — 68 505 доларів (медіана — 61 038). Медіана доходів становила 46 806 доларів для чоловіків та 40 102 долари для жінок. За межею бідності перебувало 18,9 % осіб, у тому числі 28,1 % дітей у віці до 18 років та 13,7 % осіб у віці 65 років та старших.
Цивільне працевлаштоване населення становило 5717 осіб. Основні галузі зайнятості: освіта, охорона здоров'я та соціальна допомога — 34,3 %, виробництво — 13,3 %, роздрібна торгівля — 11,9 %.